# People Come People Go
«People Come People Go» — пісня у жанрі хауз у виконанні французького ді-джея Девіда Гетти за участі Кріса Вілліса. Трек вийшов як третій сингл з альбому Just a Little More Love. Сингл вийшов лише у Німеччині та Франції, і він не був доступний у Великій Британії. У музичному відео для треку немає функції Девіда Гетти та Кріса Вілліса.

## Чарти
| Чарт (2002)          | Найвища позиція |
| -------------------- | --------------- |
| French Singles Chart | 42              |
| Schweizer Hitparade  | 54              |